# Lorent Saleh
Lorent Enrique Gómez Saleh (San Cristóbal, 22 luglio 1988) è un attivista venezuelano.

## Biografia
Ha partecipato sin dal 2011 a numerose iniziative in difesa dei diritti umani. Il governo venezuelano di Nicolás Maduro lo ha accusato di condurre addestramento paramilitare e pianificare attacchi contro il Venezuela.
Nel 2014 è stato estradato dalla Colombia, da Governo di Juan Manuel Santos, che lo ha consegnato ai funzionari del Servicio Bolivariano de Inteligencia Nacional (SEBIN). Da allora per quattro anni, è stato denuto prima a La Tumba e poi al El Helicoide a Caracas, dove è stato torturato per ordine del Governo Maduro. La sua udienza preliminare è stata fissata e rinviata 52 volte.
Nel 2017 ha ricevuto in rappresentanza dell'opposizione democratica in Venezuela il Premio Sakharov per la libertà di pensiero.
Il 12 ottobre 2018, è stato rilasciato dalle autorità venezuelane ed esiliato in Spagna, dove è giunto il giorno seguente dopo essere atterrato all'aeroporto di Madrid-Barajas.